# Saison 2001-2002 du Real Madrid
 (juillet 2022).
Si vous disposez d'ouvrages ou d'articles de référence ou si vous connaissez des sites web de qualité traitant du thème abordé ici, merci de compléter l'article en donnant les références utiles à sa vérifiabilité et en les liant à la section « Notes et références ».
Maillots
Chronologie
Saison précédente Saison suivante
La saison 2001-2002 du Real Madrid est la 71e saison consécutive du club madrilène en première division.

## Récit de la saison
Deux ans après sa prise de présidence, Florentino Pérez poursuit sa politique de recrutement de stars internationales. Un an après la signature de Luis Figo, Zinédine Zidane rejoint le club merengue et devient le nouveau joueur le plus cher de l'histoire. À 29 ans, son transfert depuis la Juventus est évalué à 500MF.
Pour cette année de centenaire du club, les maillots de l'équipe sont vierges de tout sponsor (le site internet du club : realmadrid.com est le seul sponsor affiché, en début de saison).
Après une victoire initiale en supercoupe d'Espagne, le club entame un début de championnat poussif. La nouvelle recrue française met du temps à s'adapter à sa nouvelle équipé, jusqu'à ce que son entraîneur le positionne sur le côté gauche du milieu de terrain, devant Roberto Carlos. 
Après une phase de groupes sereine en Ligue des champions, le club élimine le Bayern Munich en quarts de finale, puis le FC Barcelone en demie, avant de s'imposer lors de la finale à Hampden Park contre le Bayer Leverkusen. Cette victoire est marquée par une volée mémorable de Zidane sur un centre de Roberto Carlos. Il s'agit de la neuvième victoire des merengues dans la compétition européenne.

## Recrutement

### Arrivées
| Joueur          | Pays   | Âge | Possible te     | Type de transport fert | Durée        | Indemnité       | Période       | Provenance               |
| --------------- | ------ | --- | --------------- | ---------------------- | ------------ | --------------- | ------------- | ------------------------ |
| Zinédine Zidane | France | 29  | Milieu offensif | Transfert              | 4 ans (2005) | 72 millions d'€ | Mercato d'été | Juventus Turin (Serie A) |